# Territorialprälatur Itaituba
Die Territorialprälatur Itaituba (lateinisch Praelatura Territorialis Itaitubaënsis, portugiesisch Prelazia de Itaituba) ist eine in Brasilien gelegene römisch-katholische Territorialprälatur mit Sitz in Itaituba im Bundesstaat Pará.

## Geschichte
Die Territorialprälatur Itaituba wurde am 6. Juli 1988 durch Papst Johannes Paul II. aus Gebietsabtretungen des Bistums Santarém errichtet und dem Erzbistum Belém do Pará als Suffragandiözese unterstellt. Papst Franziskus unterstellte die Territorialprälatur am 6. November 2019 dem Erzbistum Santarém als Suffragan.

## Prälaten von Itaituba
- Capistrano Francisco Heim OFM, 1988–2010
- Wilmar Santin OCarm, seit 2010

## Statistik
| Jahr | Bevölkerung | Bevölkerung | Bevölkerung | Priester   | Priester           | Priester         | Priester               | Ständige Diakone | Ordensleute | Ordensleute | Pfarreien |
| Jahr | Katholiken  | Einwohner   | %           | Gesamtzahl | Diözesan- priester | Ordens- priester | Katholiken je Priester | Ständige Diakone | männlich    | weiblich    | Pfarreien |
| ---- | ----------- | ----------- | ----------- | ---------- | ------------------ | ---------------- | ---------------------- | ---------------- | ----------- | ----------- | --------- |
| 1990 | 184.000     | 204.000     | 90,2        | 8          |                    | 8                | 23.000                 |                  | 10          | 4           | 4         |
| 2000 | 209.000     | 215.000     | 97,2        | 14         |                    | 14               | 14.928                 |                  | 16          | 10          | 5         |
| 2004 | 194.200     | 201.700     | 96,3        | 18         | 1                  | 17               | 10.788                 |                  | 17          | 12          | 5         |
| 2013 | 201.200     | 211.500     | 95,1        | 15         | 1                  | 14               | 13.413                 | 1                | 18          | 10          | 6         |
| 2021 | 185.700     | 260.540     | 71,3        | 20         | 3                  | 17               | 9.285                  |                  | 20          | 8           | 8         |